# Matthäus Karrer

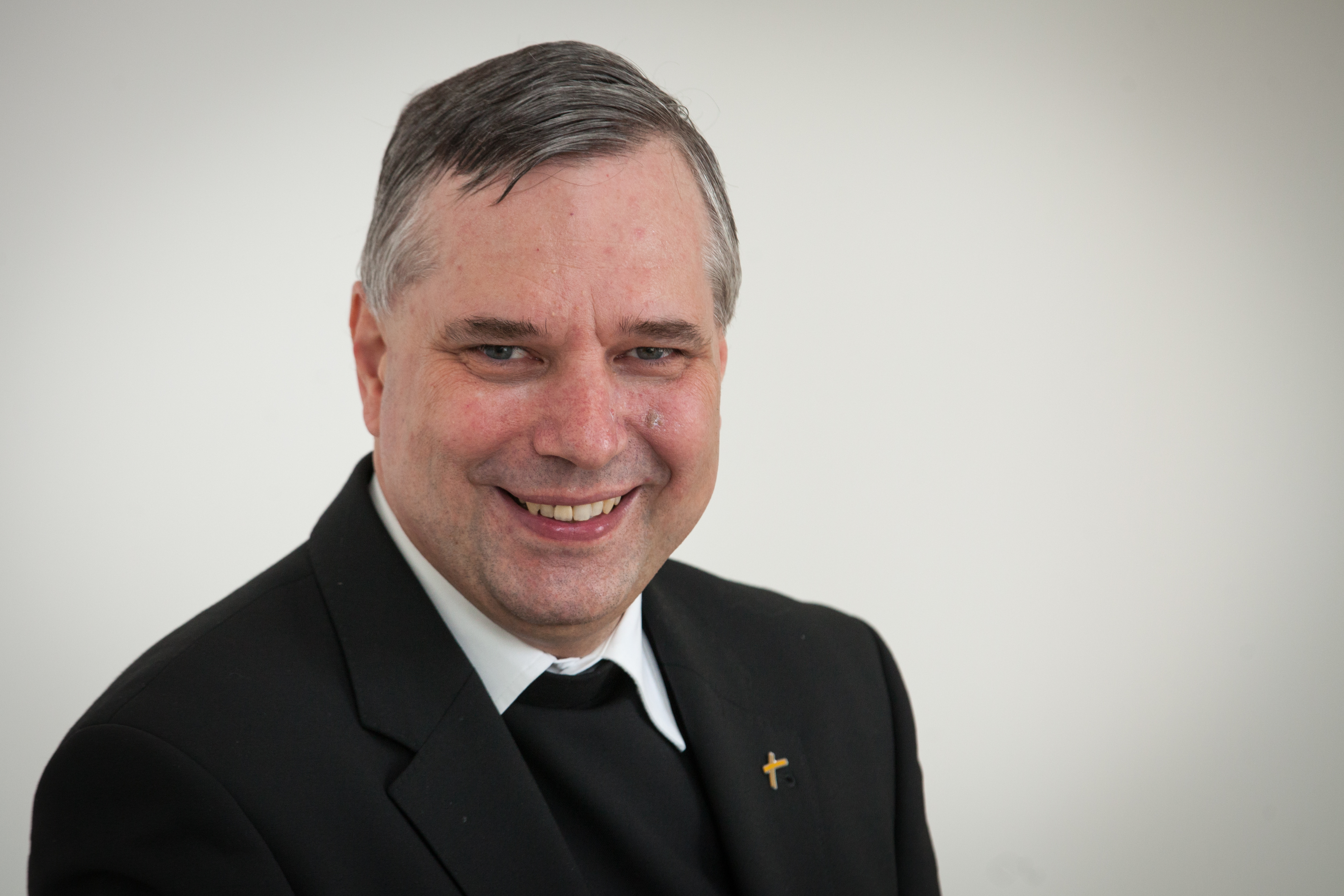
Weihbischof Matthäus Karrer, 2017

Matthäus Karrer (* 2. August 1968 in Ravensburg) ist Weihbischof in Rottenburg-Stuttgart.

## Leben
Matthäus Karrer wuchs in Deuchelried auf und besuchte das Rupert-Neß-Gymnasium in Wangen im Allgäu. Er studierte Philosophie und Katholische Theologie an der Eberhard Karls Universität Tübingen und an der Ludwig-Maximilians-Universität München.  Am 15. Juli 1995 empfing er das Sakrament der Priesterweihe in Neuhausen auf den Fildern.
Anschließend war Karrer als Vikar in Herrenberg und Ulm-Söflingen tätig. Von 1999 bis 2002 war Matthäus Karrer Jugendpfarrer für die Dekanate Ravensburg und Friedrichshafen. 2002 wurde er Pfarrer der Pfarreien St. Georg und Jakobus und St. Maria in Isny im Allgäu. Zudem war Karrer seit 2008 Dekan des Dekanats Allgäu-Oberschwaben. 2011 wurde Matthäus Karrer Leiter der Hauptabteilung Pastorale Konzeption im Bischöflichen Ordinariat der Diözese Rottenburg-Stuttgart und Domkapitular.
Papst Franziskus ernannte ihn am 2. März 2017 zum Titularbischof von Tunnuna und zum Weihbischof in Rottenburg-Stuttgart. Die Bischofsweihe fand am 28. Mai 2017 im Dom zu Rottenburg statt. Konsekratoren waren neben dem Diözesanbischof Gebhard Fürst der Erzbischof der Erzdiözese Freiburg Stephan Burger, der heutige Erzbischof Udo Markus Bentz (Paderborn) sowie die Weihbischöfe Thomas Maria Renz, Johannes Kreidler und Franz Josef Kuhnle (alle Rottenburg-Stuttgart). In der Deutschen Bischofskonferenz gehört er der Pastoralkommission und der Publizistischen Kommission an. Seit 2023 ist er stellvertretender Vorsitzender der Pastoralkommission. Für die Publizistische Kommission leitet er die Jury des Katholischen Medienpreises und vertritt die Kommission im Aufsichtsrat der katholischen Journalistenschule ifp in München. Weiter ist er Mitglied im Aufsichtsrat der Stiftung Liebenau.

## Veröffentlichungen (Auswahl)
- Das Evangelium ereignet sich – Glaubenskommunikation heute, in: Michael Seewald (Hrsg.), Ortskirche. Bausteine zu einer künftigen Ekklesiologie. Festschrift für Bischof Gebhard Fürst. Ostfildern 2018. S. 166–179.